# Fabio Celi e gli infermieri
Fabio Celi e gli infermieri foi um grupo italiano de rock progressivo ativo durante a década de 1970.

## História
Um dos tantos grupos da zona de Nápoles, Fabio Celi e gli infermieri realizou por volta dos anos 1960 um single de pop comercial sob a denominação de Fabio Celi e i Pop. Sucessivamente fez um álbum para uma pequena etiqueta napolitana ligada ao estúdio de gravação Studio 7. O disco foi publicado pela primeira vez em 1973, mas foi gravado em 1969, com um Revox 4 pistas.
O líder do grupo, Fabio Celi, cujo verdadeiro nome era Antonio Cavallaro, inseriu juntamente um quinteto com duplo teclado particularmente influenciado pelos sons psicodélicos dos anos 1960 baseados no órgão e de derivação inglesa, contendo ainda letras irônicas e irreverentes. Por conta das letras, o disco foi banido pela RAI e não teve, portanto, nenhuma promoção a nível nacional.
Os espetáculos ao vivo da banda eram particularmente ensaiados. O cantor entrava em cena dentro de um caixão e ficava trancado durante a música final com uma camisa de força.
Follia contém seis longas músicas com piano, órgão, um Farfisa modificado que recorda um moog, e guitarra distorcida em evidência, além de uma voz que reverbera muito sobre a base musical. O grupo tem um ótimo som, ainda que os ritmos sejam típicos dos grupos italianos dos anos 1960.
Seguramente é um disco para se ouvir, ainda que contenha letras estranhas, mas em muitos casos atuais. A voz dissonante pode ser difícil de digerir na primeira audição.
Celi realizou também um single como solista em 1971 com a mesma formação do álbum, à exceção, do guitarrista Coppa, substituído por Silvio Feo.
Em 1973, ano de saída do LP, o grupo participou do Festival di Musica d'Avanguardia e di Nuove Tendenze, de Nápoles, e, em 1975, Uomo cosa fai foi transmitida na TV pelo programa Adesso musica, dando a entender que o grupo voltaria à cena musical, mas a banda não conseguiu emergir do esquecimento.
O baterista Roberto Ciscognetti formou, em 1980, I Popularia, e toca aina hoje com Renzo Arbore & la sua Orchestra Italiana, propondo um repertório de velhas canções da tradição napolitana e italiana em geral. O irmão Ciro Ciscognetti tocou com o grupo Napoli Centrale e depois ainda hoje nos pianos bar, sendo o líder do grupo Antonio Cavallaro, sob a alcunha tradicional de Fabio Celi.
Luigi Coppa deixou a música e trabalha atualmente como empregado, enquanto o baixista Gennaro Fiorentino faleceu por conta de um infarto.

## Formação
- Fabio Celi (teclado, voz)
- Ciro Ciscognetti (teclado)
- Luigi Coppa (guitarra, harmônica)
- Rino Fiorentino (baixo)
- Roberto Ciscognetti (bateria, percussões)

## Discografia

### LP
- 1973 - Follia (Studio Sette, LG 1101)

### CD
- 1996 - Follia (Mellow, MMP 255) reedição do álbum de 1973 com acréscimo de duas músicas.
- 2007 - Only music (Canaria, CD 281) reedição do álbum de 1973 em versão instrumental e sem músicas adicionais, saído com o nome "Fabio Celi"

### Singoli
- 1968 - T'ho vista piangere/Un milione di baci (Gilbert, GP 116) como "Fabio Celi & i Pop"
- 1971- Via Gaetano Argento 80141 Napoli/Fermi tutti è una rapina (Moon, NP 9022) como "Fabio Celi", ambos as músicas inéditas.